# Homoeoneuria salviniae
Homoeoneuria salviniae är en dagsländeart som beskrevs av Eaton 1881. Homoeoneuria salviniae ingår i släktet Homoeoneuria och familjen Oligoneuriidae. Inga underarter finns listade i Catalogue of Life.